# Ken Ohara
Ken Ohara (小原 健, Ohara Ken), né en 1942, est un photographe japonais surtout connu pour sa série de photographies intitulée One dans laquelle il présente des visages avec une taille et un ton standards.

## Biographie
Ken Ohara déménage de Tokyo à New York en 1962 et se fait connaître en 1970 avec la publication de One  qui contient plus de cinq cents gros plans de visages. Au cours des trente années qui suivent, Ohara poursuit ses études de portraits dans des formes très variées. Cette vaste collection présente sept projets dans leur intégralité pour la première fois, des pièces faites entre 1970 et 2003, dont certaines ont d'abord été exposées au MoMA et d'autres rarement vues. Elles vont de gros plans radicaux de centaines de visages anonymes à un autoportrait composé de photos prises chaque minute pendant une période de vingt-quatre heures pour des revues. Ohara a une fois documenté une année en 365 images présentées en accordéon. Sont également inclus des portraits pour lesquels la période d'exposition de chaque visage dépasse une heure. Le travail de Ken Ohara offre un examen approfondi de l'espace et du temps dans l'art du portrait et provoque une remise en question des limites de la représentation photographique.
Ken Ohara réside à Los Angeles, en Californie, avec sa femme et ses deux enfants.